# Polgárdi
Polgárdi ist eine ungarische Stadt im Kreis Székesfehérvár (ab 2015) im Komitat Fejér. Sie hat knapp 7000 Einwohner (Stand 2011).

## Geographische Lage
Polgárdi liegt auf einer Höhe von etwa 144 Metern etwa zwölf Kilometer nordöstlich des Balaton. Etwa 30 Kilometer südöstlich liegt der Ort Sárbogárd. Etwa 17 Kilometer nordöstlich von Polgárdi liegt die Stadt Székesfehérvár (deutsch: Stuhlweißenburg).

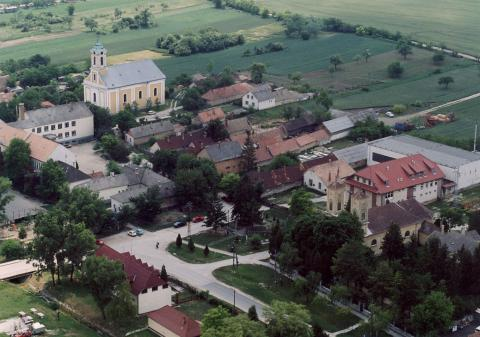
Luftaufnahme von Polgárdi

## Geschichte
Polgárdi wurde 1277 erstmals urkundlich erwähnt.

## Städtepartnerschaften
- Grafrath, Deutschland
- Vlčany, Slowakei
- Petrești, Rumänien
- Weerselo, Niederlande

## Sehenswürdigkeiten
- Reformierte Kirche, erbaut 1807–1811 (Spätbarock)
- Römisch-katholische Kirche Szent István király, erbaut 1853

## Verkehr
Südlich von Polgárdi verläuft die Autobahn M7. Außerdem ist die Stadt angebunden an die Eisenbahnstrecke von Székesfehérvár nach Tapolca.